# Photobleichung
Als Photobleichung, Photobleaching, Fading oder chemical Quenching bezeichnet man den permanenten Verlust der Fluoreszenz eines Fluorophors durch die Bestrahlung des Fluorophors mit dem Anregungslicht. Die Photobleichung ist ein dynamischer Prozess, bei dem die Fluorophor-Moleküle durch das Anregungslicht photochemisch zerstört werden und dadurch ihre Fähigkeit zur Fluoreszenz verlieren.
Die durchschnittliche Anzahl von Anregungs- und Emissionszyklen, die ein Fluorophor durchführen kann, bevor es durch Photobleichung inaktiviert wird, hängt von der Intensität und der Energie des Anregungslichtes ab, außerdem von der molekularen Struktur des Fluorophors und der chemischen Umgebung, in der sich das Fluorophor befindet. So werden einige Fluorophore schon nach der Emission weniger Photonen gebleicht, während andere mehrere tausend oder millionen Anregungs- und Emissionszyklen durchlaufen können, bis es zur Photobleichung kommt.
Photobleichung kann in der Fluoreszenzspektroskopie und in der Fluoreszenzmikroskopie zu Artefakten führen. Bei den fluoreszenzmikroskopischen Methoden FRAP (Fluorescence Recovery after Photobleaching) und FLIP (Fluorescence Loss in Photobleaching) wird dagegen eine absichtlich erzeugte Photobleichung zur Messung verwendet. Durch Verringerung der Energie des Anregungsstrahles und der Bestrahlungszeit des Fluorophors kann versucht werden, den Effekt der Photobleichung zu minimieren.

## Typische Zahlenwerte
Anzahl typischer Photonenabsorptions- und Emissionszyklen und Bestrahlungszeiten (bei 105 Photonen/s) verschiedener Fluoreszenzfarbstoffe:
- Green fluorescent protein: 104–105; 0,1–1 s
- typischer organischer Fluoreszenzfarbstoff: 105–106; 1–10 s
- CdSe/ZnS Quantum dot: 108; > 1000 s

## Mechanismus der Photobleichung
Bei der Photobleichung handelt es sich um eine Reihe verschiedener photochemischer Reaktionen, bei denen es zu einer lichtinduzierten Schädigung bzw. Modifikation des Fluorophors kommt. Allerdings ist die Photobleichung von Fluorophoren ein bisher schlecht verstandenes Phänomen.
Durch die Absorption eines Photons geht ein Elektron in einen energiereicheren Zustand über. Durch Interaktion des angeregten Fluorophors mit anderen Molekülen kann es dann zu irreversiblen kovalenten Änderungen des Fluorophors kommen. Da der Triplett-Zustand langlebiger als der Singulett-Zustand ist, haben angeregte Fluorophore, die sich im Triplett-Zustand befinden, ein weit größeres Zeitfenster zur Verfügung, in dem es zu chemischen Reaktionen mit Molekülen in ihrer Umgebung kommen kann.